# 2018년 롯데 자이언츠 시즌
2018년 롯데 자이언츠 시즌은 롯데 자이언츠가 KBO 리그에 참가한 37번째 시즌이며, 조원우 감독이 팀을 이끈 마지막 시즌이다. 팀은 KIA 타이거즈, 삼성 라이온즈, LG 트윈스와 치열한 5위 싸움을 벌인 끝에 LG에 반 경기 차로 앞섰으나, 불안한 포수진과 내야수비진 탓인지  KIA와 삼성에 1경기 차로 밀리며 10팀 중 정규시즌 7위에 그쳐 포스트시즌 진출에 실패했고 일정의 효율성을 극대화하기 위해 1차 캠프지를 가오슝으로 변경했으며  2군 선수들이 2월 18일부터 이 곳에서 전지훈련을 했다.

## 타이틀
- 자카르타·팔렘방 아시안 게임 금메달: 손아섭
- U-23 야구 월드컵 국가대표: 한동희
- KBO 골든글러브: 전준우 (외야수), 이대호 (지명타자)
- KBO 사랑의 골든글러브: 손아섭
- 조아제약 프로야구대상 재기상: 오현택
- 스포츠서울 올해의 성취상: 전준우
- ADT캡스 수비상: 손아섭 (우익수)
- 한국갤럽 선정 올해를 빛낸 스포츠스타 10위: 이대호
- 한국갤럽 선정 좋아하는 국내 프로야구 선수: 이대호 (1위), 손아섭 (8위)
- 웰컴톱랭킹 9-10월 타자 1위: 전준우
- 컴투스 프로야구 포인트 베스트 라인업: 이대호 (지명타자)
- 올스타 선발: 이대호 (1루수), 손아섭 (외야수 1위)
- 올스타전 추천선수: 진명호, 나균안
- 올스타전 홈런레이스 우승: 이대호
- 컴투스프로야구2022 타이틀홀더 라인업: 전준우 (좌익수)
- 컴투스프로야구 주요 FA 라인업: 손아섭 (우익수)
- 출장(타자): 이대호, 전준우 (144)
- 득점: 전준우 (118)
- 안타: 전준우 (190)
- 출장(투수): 오현택 (72)
- 구원등판: 오현택 (72)
- 홀드: 오현택 (25)
- 멀티히트: 전준우 (59)
- 결승타: 이대호 (17)
- 1루 》2루 태그업: 나경민 (4)
- 너클볼 타율: 번즈 (1.000)
- 너클볼 장타율: 번즈 (4.000)

### 퓨처스리그
- 아시아 윈터 베이스볼 리그 국가대표: 최하늘
- 플레이어스 초이스 어워드 퓨처스리그 우수선수상: 이호연
- 퓨처스 올스타전 MVP: 이호연
- 퓨처스 올스타: 정성종, 나원탁, 이호연, 한동희

## 선수단
- 선발투수: 레일리, 노경은, 듀브론트, 김원중, 송승준, 윤성빈, 박세웅
- 구원투수: 구승민, 오현택, 진명호, 윤길현, 김건국, 이명우, 장시환, 정성종, 배장호, 고효준, 조무근, 홍성민, 조정훈, 박진형, 박시영
- 마무리투수: 손승락, 정태승, 김대우
- 포수: 김사훈, 나원탁, 안중열, 나균안
- 1루수: 정훈, 채태인
- 2루수: 번즈
- 유격수: 신본기, 문규현
- 3루수: 전병우, 오윤석, 황진수, 김동한, 한동희
- 좌익수: 전준우, 김문호
- 중견수: 민병헌, 나경민, 조홍석
- 우익수: 손아섭, 허일
- 지명타자: 이대호, 이병규, 박헌도

## 여담
- 홈구장인 사직 야구장의 좌석 수가 기존 26600석에서 25000석으로 줄어들었다.
- 김원중은 피OPS 0.895로 규정 이닝을 채운 투수 중 2013년 이후 KBO 리그 단일 시즌 최고 피OPS 기록을 세웠다. 또한 선발 등판 경기 당 4.84이닝을 소화해 2013년 이후 KBO 리그 역대 단일 시즌 규정 이닝을 채운 투수 중 최소 기록을 세웠다.
- 레일리는 이 시즌 총 214번 견제구를 던져 2013년 이후 KBO 리그 단일 시즌 최다 견제 기록을 세웠으며, 이 중 211번은 1루 견제였다.
- 나경민은 1루에서 2루로 총 4번 태그업에 성공하여 2013년 이후 단일 시즌 최다 기록을 세웠다.
- 번즈는 라인드라이브 확률 14.5%로 2013년 이후 규정 타석 충족 타자 중 최고 기록을 세웠다.
- 번즈는 너클볼 타율 1.000, 너클볼 장타율 4.000으로 2013년 이후 규정 타석 충족 타자 중 단일 시즌 최고 기록을 세웠다.
- 당시 만 19세였던 한동희는 만루홈런 1개를 기록해 2013년 이후 KBO 리그에서 처음으로 만루홈런을 친 10대 타자가 되었다.
- 이 시즌은 KBO리그 사상 23번째로 규정 이닝 충족 투수 전원이 양수 WAR을 기록한 시즌이다. 이 중 가장 WAR이 낮았던 김원중은 WAR 1.16을 기록했다.
- 한동희는 이 시즌까지 더블 스틸 실패 1회를 기록하여 2013년 이후 KBO 리그 10대 타자 통산 최다 기록을 세웠다.
- 김원중은 평균자책점 6.94로 KBO 리그 역대 단일 시즌 규정 이닝을 충족한 선발투수 중 최고 기록을 세웠다.
- 아두치는 이 시즌 100타점-100득점을 달성했으나 팀이 포스트시즌 진출에 실패하여 KBO 리그 사상 최초로 단일 시즌 100타점-100득점을 달성하고도 포스트시즌에 진출하지 못한 선수가 되었다.

## 같이 보기
- 2020년 롯데 자이언츠 시즌